# John W. Nicholson Jr.

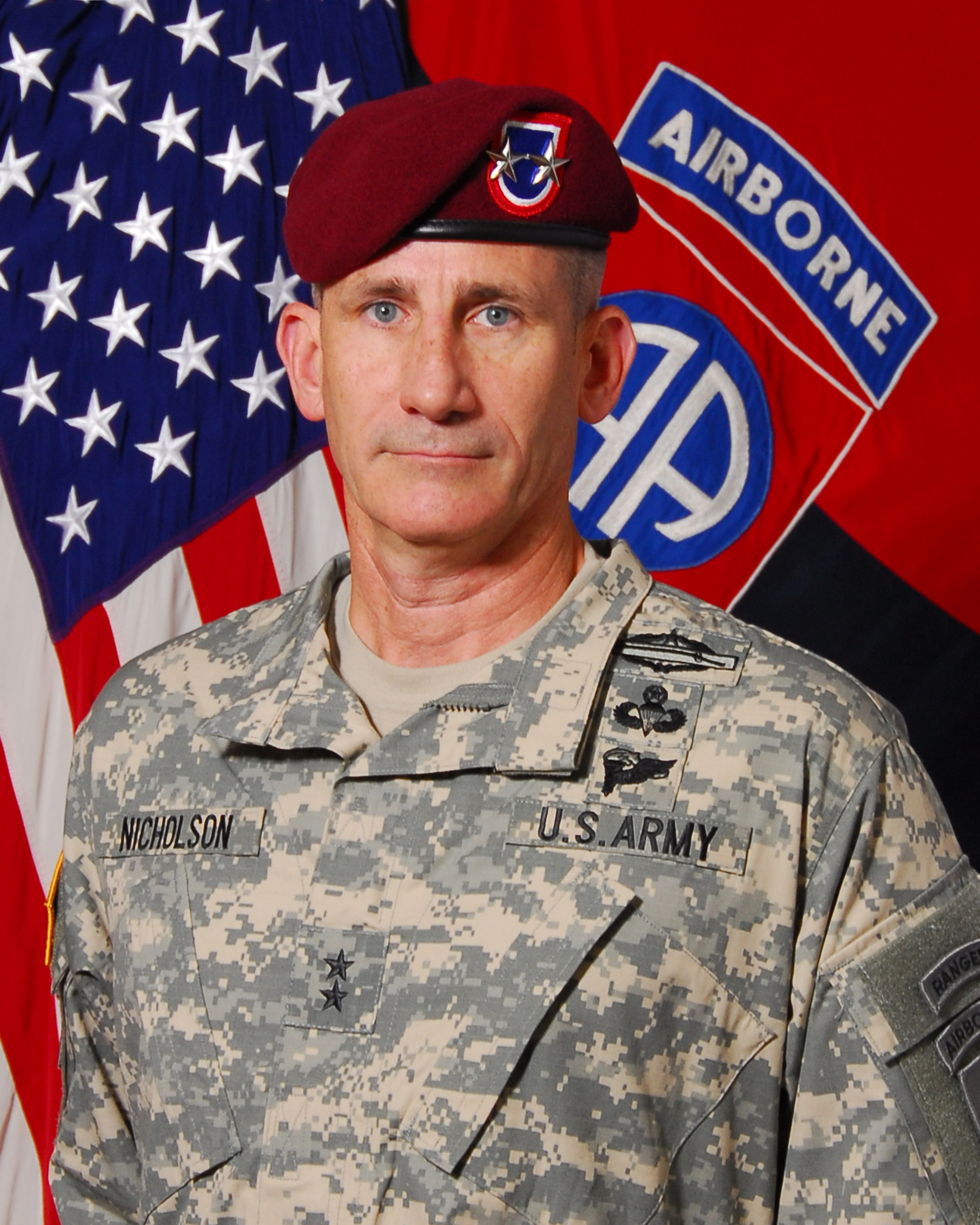
John W. Nicholson (hier als Generalmajor, 2012)

John William Nicholson Jr. (* 8. Mai 1957) ist ein pensionierter General der United States Army (USA) und war bis 31. August 2018 Befehlshaber der Mission Resolute Support (vormals International Security Assistance Force, ISAF) und der US Forces Afghanistan (USFOR-A).

## Leben
In den Jahren 1979 bis 1982 durchlief er die United States Military Academy in West Point. Nach seiner Graduation wurde er als Leutnant der Infanterie zugeteilt. In der Armee durchlief er anschließend alle Offiziersränge bis zum Viersterne-General. Dabei nahm er an der US-Invasion in Grenada und am Krieg in Afghanistan teil. Vom 5. Oktober 2012 bis zum 7. Oktober 2014 kommandierte er die 82. Luftlandedivision und danach das Allied Land Command in der Türkei.
John W. Nicholson, Jr. studierte Geschichte an der Georgetown University und  Militärwissenschaften an der National Defense University. In den 1990er Jahren war er in Sarajevo im Einsatz. Von 2006 bis 2012 diente er in Afghanistan. Zuletzt kommandierte er die 82. Airborne Division. Vom 3. März 2016 bis zum 31. August 2018 war Nicholson Jr. Oberbefehlshaber der Mission Resolute Support und der USFOR-A als Nachfolger von General John F. Campbell. Auf Nicholson folgte Austin S. Miller.
Zum 70. Jahrestag der Berliner Luftbrücke wurde er von Verteidigungsministerin Ursula von der Leyen mit dem Großen Verdienstkreuze mit Stern der Bundesrepublik Deutschland ausgezeichnet.